# テレビ朝日の深夜アニメ枠
- テレビ朝日 > テレビ朝日系アニメ > テレビ朝日の深夜アニメ枠
- アニメ > テレビアニメ > テレビ朝日系アニメ > テレビ朝日の深夜アニメ枠
- テレビ番組 > 深夜番組 > 深夜アニメ > テレビ朝日の深夜アニメ枠

テレビ朝日の深夜アニメ枠（テレビあさひのしんやアニメわく）では、テレビ朝日（以下「テレ朝」）で深夜-未明帯（おおむね23時台以降）に放送される深夜アニメ全般について扱う。

## 概要
テレ朝で初めて放送された深夜アニメは、1997年10月の『深海伝説MEREMANOID』である。
作品の放送期間は1 - 2クール（3ヶ月から半年間）で、独立局を中心に放送される多くの番組（ウィキペディアにおけるUHFアニメ）などと異なり、2クール以上の作品も積極的に放送している。一部の例外を除いて、テレ朝自身も各作品の製作に参加している（製作委員会方式のものも含む）。
テレ朝は深夜帯に『ネオバラエティ』（2022年3月まで）→『スーパーバラバラ大作戦』（2022年4月以降）レーベルを初めとする自社制作のバラエティ番組を連日複数放送するなど、古くからアニメ以外のジャンルの番組に力を入れていることもあり深夜アニメの放送には消極的な傾向が強く、2010年代末期にかけての長年に渡り不定期に1クール当たり1本程度を放送するのみの姿勢が続き、深夜アニメの放送自体が無い時期も多かった。
ただし例外として2004年頃にフジテレビでそれまで放送されていた深夜アニメ枠の一斉消滅が発生した影響を受け、2004年1月 - 2007年3月はテレ朝での深夜アニメの本数が増加し、常に2本以上の作品が放送されていた。この時期は他のANN系列局でのネットが無い関東ローカルの比率が他局よりも高かった。
2009年10月期の『秘密結社鷹の爪 カウントダウン』の終了後、2010年代の10年間に放送した新作の深夜アニメは3本に留まり、テレ朝は長らく深夜アニメとはほぼ無縁の状態が続いた。その一方で放送した3本は宣伝の多角化（メディアミックス）に力を入れており、『新世界より』は初めてテレ朝チャンネルでの先行放送を実施し、『ユーリ!!! on ICE』はテレ朝が運営に関与しているAbemaTV（現：ABEMA）でも配信を行なった他、『タイガーマスクW』では『ワールドプロレスリング』とのコラボレーションを行い、コンプレックス（複合）番組枠として放送された（テレ朝のみ）。『タイガーマスクW』が終了してから約2年間は深夜アニメの放送を休止していたものの、不定期に新海誠が監督を務めた長編アニメ映画を放送。
その後2019年10月期の『ユーリ!!! on ICE』の再放送より深夜アニメ枠が日曜未明（土曜深夜）に再度設けられ、翌2020年4月期より同局では初となる深夜アニメ枠レーベルとして『NUMAnimation』が命名された。同年10月には『NUMAnimation』を全国ネットに昇格させると共に、後続に朝日放送テレビ（ABCテレビ）および同グループ傘下のABCアニメーションが手掛ける新作深夜アニメ枠『ANiMAZiNG!!!』が新設。これにより日曜未明（土曜深夜）のANN系列では1時間・2作品の全国ネット深夜アニメ枠が設けられた。テレ朝で同日に深夜アニメが2本連続で編成されるのは2006年4月期の『THE FROGMAN SHOW』と『プリンセス・プリンセス』以来、約14年振りである。『NUMAnimation』レーベル創設後の日曜未明（土曜深夜）の深夜アニメの放送についての詳細は同記事を参照のこと。2024年10月からは全国ネットかつ23時台の放送となる『IMAnimation』を、さらに2025年4月からは同枠の第2弾として『IMAnimation W』を新設した。
なお2000年代初期にあった土曜未明（金曜深夜）に放送される作品は毎月最終週には『朝まで生テレビ!』が放送される関係で休止となる為、他の曜日に放送される作品よりも合計の話数（放送回数）が少なく設定されていた。また、テレ朝が放映権を持つ世界水泳や全英オープンゴルフなどのスポーツ中継と放送スケジュールが重なった場合も休止となる。
テレ朝系のBS局であるBS朝日では2016年10月期に『ユーリ!!! on ICE』を放送するまで、テレ朝製作の深夜アニメをネットした実績は一度も無かった。テレ朝が関与しない作品の放送にも長年消極的だったが、『NUMAnimation』の創設と同時期の2020年4月期に『アニメA』レーベルを創設してからは継続して深夜アニメを放送している。同局での深夜アニメの放送についての詳細は『アニメA』を参照のこと。また、テレ朝系の専門チャンネルであるテレ朝チャンネル（主にテレ朝チャンネル1）やAT-Xなどのアニメ専門チャンネルでも遅れて放送されることがある。

## 作品一覧

### 放送終了

#### 火曜日（月曜深夜）
3時12分 - 3時42分枠
- サムライガン（2004年10月5日 - 12月21日）

#### 水曜日（火曜深夜）
1時21分 - 1時51分枠
- 秘密結社鷹の爪 カウントダウン（2009年10月 - 12月）

『THE FROGMAN SHOW』の第2期にあたるフラッシュアニメ。毎日放送と共同製作。
関東圏以外では、北陸朝日放送・北海道テレビ放送・広島ホームテレビ・東日本放送のほか、TBS系列の毎日放送・静岡放送（この2局は製作委員会に参加）・山陰放送・RKB毎日放送、およびテレビ東京系列のテレビ愛知・テレビせとうちでも放送。CSではテレ朝チャンネルで放送。
2時12分 - 2時42分枠※
- PEACE MAKER鐵（2003年10月 - 2004年3月）

- 爆裂天使（2004年4月 - 9月）

- 巌窟王（2004年10月 - 2005年3月）

2時40分 - 3時10分枠
- いちご100%（2005年4月 - 6月）

関東圏での放送終了後、名阪地区ほか全国9局に遅れネット。
- かみちゅ!（2005年7月 - 9月）

舞台となった広島県尾道市のケーブルテレビ局、尾道ケーブルテレビ（現：ちゅピCOMおのみち）でも放送。
- ガンパレード・オーケストラ（2005年10月 - 2006年3月）

東名阪ほか全国7局にネット。
- ガラスの艦隊（2006年4月 - 9月、ABC製作）

史上初の朝日放送製作深夜アニメ。東阪地区のみネット。朝日放送では本放送開始前に特別番組が放送された。
諸事情で未放送話あり。また、テレビ朝日では最終回が未放送となった。アニマックスで全話初出となった。
- RED GARDEN（2006年10月 - 2007年3月）

関西圏ではサンテレビで放送。
- ZOMBIE-LOAN（2007年7月 - 9月）

最終2話は未放送。後にBS放送ではBS日テレにて全話放送。
3時10分 - 3時40分枠
- 新世界より（2012年10月2日 - 2013年3月25日）

テレ朝チャンネルが先行放送（特別番組も放送）。東阪地区のみのネット。

#### 水曜日
23時45分 - 翌0時15分枠
- 『IMAnimation W』枠。IMAnimationを参照。

#### 木曜日（水曜深夜）
1時10分 - 1時40分枠
- 深海伝説MEREMANOID（1997年）

関東ローカル放送。
2時12分 - 2時42分枠
- KURAU Phantom Memory（2004年10月 - 12月）

同年9月までは金曜2時12分 - 2時42分枠で放送。
- JINKI:EXTEND（2005年1月 - 3月）

2時21分 - 2時51分枠
- ユーリ!!! on ICE（2016年10月 - 12月）

作品の舞台地である佐賀県では、フジテレビ系列のサガテレビで放送。関西圏ではサンテレビで放送。
テレビ朝日製作の深夜アニメとしては初めてBS朝日でもネットされたほか、AbemaTV（現在のABEMA）でも配信され、本放送から2クール遅れてテレ朝チャンネル1でも放送。
2時40分 - 3時10分枠
- LOVELESS（2005年4月 - 6月）

- TIDE-LINE BLUE（2005年7月 - 9月）

- IGPX（2005年10月 - 2006年3月）

- THE FROGMAN SHOW（2006年4月 - 6月）

テレビ愛知・テレビせとうちでも放送。
- 内閣権力犯罪強制取締官 財前丈太郎（2006年7月 - 9月）

- 蒼天の拳（2006年10月 - 2007年3月）

- 魔法遣いに大切なこと 夏のソラ（2008年7月2日 - 9月24日）

関東ローカル放送。
2時42分 - 3時12分枠
- リングにかけろ1（2004年10月 - 12月）

関東ローカル放送。
- Xenosaga THE ANIMATION（2005年1月 - 3月）

関東ローカル放送。
3時10分 - 3時40分枠
- プリンセス・プリンセス（2006年4月 - 6月）

関東ローカル放送。

#### 金曜日（木曜深夜）
2時07分 - 2時37分枠
- 魔法遣いに大切なこと（2003年1月 - 3月）

2時12分 - 2時42分枠
- エリア88（2004年1月 - 3月）

- 恋風（2004年4月 - 6月）

- KURAU Phantom Memory（2004年6月 - 9月）

2時40分 - 3時10分枠
- SPEED GRAPHER（2005年4月 - 9月）

- Solty Rei（2005年10月 - 2006年3月）

- リングにかけろ1 日米決戦編（2006年4月 - 6月）

- 貧乏姉妹物語（2006年6月 - 9月）

関東圏での放送終了後、メ〜テレ、青森朝日放送でも放送。
- すもももももも 地上最強のヨメ（2006年10月 - 2007年3月）

- 黒神 The Animation（2009年1月8日 - 6月18日）

国内五大都市圏のほか、韓国・アメリカ3か国で同時期放送。
2時42分 - 3時12分枠
- 天上天下（2004年4月 - 9月）

3時44分 - 4時14分枠
- 破邪巨星Gダンガイオー（2001年4月 - 7月）

諸般の事情により後半ストーリーが未完となった。

#### 土曜日（金曜深夜）
2時00分 - 2時30分枠
- トラブルチョコレート（1999年10月 - 2000年3月）

1時39分 - 2時09分枠
- BARRY PARTY（2000年10月 - 2001年3月）

2時09分 - 2時39分枠
- Sci-Fi HARRY（2000年10月 - 2001年3月、名古屋テレビとの共同製作）。

関西圏ではKBS京都にネット。
2時39分 - 3時09分枠
- 勝負師伝説 哲也（2000年10月 - 2001年3月）

#### 土曜日
23時30分 - 翌0時00分枠
- 『IMAnimation』を参照。

#### 日曜日（土曜深夜）
1時30分 - 2時00分枠
- 枠名制定前の作品を含め『NUMAnimation』を参照。

2時00分 - 2時30分枠
- 『ANiMAZiNG!!!』を参照。ABC発の逆ネット。

2時45分 - 3時15分枠→2時30分 - 3時00分枠
- タイガーマスクW（2016年10月 - 2017年7月）

テレビ朝日系列のフルネット全24局で放送（同時ネットではない）。メ〜テレでは、第1クール目は日曜朝6:30枠で放送していたが、第2クール目は他のネット局と同じく深夜枠に移動した。テレ朝チャンネル1でも放送、AbemaTVでも配信。

#### 単発

##### 月曜日（日曜深夜）
- ひぐらしのなく頃に（第1期）（2020年11月2日）

2006年放送作品。TELASAセレクションの一環として1話から4話までを放送。一部地域では独立局で放送したため、実質再放送。
- あんさんぶるスターズ!! 追憶セレクション「エレメント」（2023年5月1日）

YouTube上で公開されている短編アニメの一挙放送。

##### 土曜日（金曜深夜）
- 忍者ハットリくん（2014年7月5日）

インド向けの2012年版のエピソードを厳選して放送。レギュラー放送はアニマックスで放送。
- 新海誠特集（2017年3月、7月）
  - 言の葉の庭（3月4日）
  - 秒速5センチメートル（3月18日）
  - 雲のむこう、約束の場所（7月29日）

劇場アニメ。関東ローカル放送。字幕放送実施。AbemaTVでも配信。

##### 日曜日（土曜深夜）
- 新海誠特集（2017年7月）
  - 言の葉の庭（再放送）(7月9日）

## 番組の変遷
放送日が2日以上にわたる場合は、月曜未明（日曜深夜）を基準として放送が早い作品を1作目とする。
2009年まで
|                                                  | 1作目                                                  | 2作目                                                      | 3作目                                                  | 4作目                                               |
| ------------------------------------------------ | ------------------------------------------------------ | ---------------------------------------------------------- | ------------------------------------------------------ | --------------------------------------------------- |
| 1997年10月                                       | 深海伝説MEREMANOID ＜木曜未明（水曜深夜）＞            |                                                            |                                                        |                                                     |
| 1998年1月                                        | 深海伝説MEREMANOID ＜木曜未明（水曜深夜）＞            |                                                            |                                                        |                                                     |
| ≪この期間は休止≫                                 |                                                        |                                                            |                                                        |                                                     |
| 1999年10月                                       | トラブルチョコレート ＜土曜未明（金曜深夜）＞          |                                                            |                                                        |                                                     |
| 2000年1月                                        | トラブルチョコレート ＜土曜未明（金曜深夜）＞          |                                                            |                                                        |                                                     |
| ≪この期間は休止≫                                 |                                                        |                                                            |                                                        |                                                     |
| 2000年10月                                       | BARRY PARTY ＜土曜未明（金曜深夜）・第1部＞            | Sci-Fi HARRY ＜土曜未明（金曜深夜）・第2部＞               | 勝負師伝説 哲也 ＜土曜未明（金曜深夜）・第3部＞        |                                                     |
| 2001年1月                                        | BARRY PARTY ＜土曜未明（金曜深夜）・第1部＞            | Sci-Fi HARRY ＜土曜未明（金曜深夜）・第2部＞               | 勝負師伝説 哲也 ＜土曜未明（金曜深夜）・第3部＞        |                                                     |
| 2001年4月                                        | 破邪巨星Gダンガイオー ＜金曜未明（木曜深夜）＞         |                                                            |                                                        |                                                     |
| ≪この期間は休止≫                                 |                                                        |                                                            |                                                        |                                                     |
| 2003年1月                                        | 魔法遣いに大切なこと ＜金曜未明（木曜深夜）＞          |                                                            |                                                        |                                                     |
| ≪この期間は休止≫                                 |                                                        |                                                            |                                                        |                                                     |
| 2003年10月                                       | PEACE MAKER鐵 ＜水曜未明（火曜深夜）＞                 |                                                            |                                                        |                                                     |
| 2004年1月                                        | PEACE MAKER鐵 ＜水曜未明（火曜深夜）＞                 | エリア88 ＜金曜未明（木曜深夜）＞                          |                                                        |                                                     |
| 2004年4月                                        | 爆裂天使 ＜水曜未明（火曜深夜）＞                      | 恋風 ＜金曜未明（木曜深夜）・第1部＞                       | 天上天下 ＜金曜未明（木曜深夜）・第2部＞               |                                                     |
| 2004年7月                                        | 爆裂天使 ＜水曜未明（火曜深夜）＞                      | KURAU Phantom Memory ＜金曜未明（木曜深夜）・第1部＞ ※6 -  | 天上天下 ＜金曜未明（木曜深夜）・第2部＞               |                                                     |
| 2004年10月                                       | 巌窟王 ＜水曜未明（火曜深夜）＞                        | KURAU Phantom Memory ＜木曜未明（水曜深夜）・第1部＞       | リングにかけろ1 ＜木曜未明（水曜深夜）・第2部＞        | サムライガン ＜火曜未明（月曜深夜）＞               |
| 2005年1月                                        | 巌窟王 ＜水曜未明（火曜深夜）＞                        | JINKI:EXTEND ＜木曜未明（水曜深夜）・第1部＞               | Xenosaga THE ANIMATION ＜木曜未明（水曜深夜）・第2部＞ |                                                     |
| 2005年4月                                        | いちご100% ＜水曜未明（火曜深夜）＞                    | LOVELESS ＜木曜未明（水曜深夜）＞                          | SPEED GRAPHER ＜金曜未明（木曜深夜）＞                 |                                                     |
| 2005年7月                                        | かみちゅ! ＜水曜未明（火曜深夜）＞                     | TIDE-LINE BLUE ＜木曜未明（水曜深夜）＞                    | SPEED GRAPHER ＜金曜未明（木曜深夜）＞                 |                                                     |
| 2005年10月                                       | ガンパレード・オーケストラ ＜水曜未明（火曜深夜）＞    | IGPX ＜木曜未明（水曜深夜）＞                              | Solty Rei ＜金曜未明（木曜深夜）＞                     |                                                     |
| 2006年1月                                        | ガンパレード・オーケストラ ＜水曜未明（火曜深夜）＞    | IGPX ＜木曜未明（水曜深夜）＞                              | Solty Rei ＜金曜未明（木曜深夜）＞                     |                                                     |
| 2006年4月                                        | ガラスの艦隊 ＜水曜未明（火曜深夜）＞ ※朝日放送製作    | THE FROGMAN SHOW ＜木曜未明（水曜深夜）・第1部＞           | プリンセス・プリンセス ＜木曜未明（水曜深夜）・第2部＞ | リングにかけろ1 日米決戦編 ＜金曜未明（木曜深夜）＞ |
| 2006年7月                                        | ガラスの艦隊 ＜水曜未明（火曜深夜）＞ ※朝日放送製作    | 内閣権力犯罪強制取締官 財前丈太郎 ＜木曜未明（水曜深夜）＞ | 貧乏姉妹物語 ＜金曜未明（木曜深夜）＞ ※6 - 9月         |                                                     |
| 2006年10月                                       | RED GARDEN ＜水曜未明（火曜深夜）＞                    | 蒼天の拳 ＜木曜未明（水曜深夜）＞                          | すもももももも 地上最強のヨメ ＜金曜未明（木曜深夜）＞ |                                                     |
| 2007年1月                                        | RED GARDEN ＜水曜未明（火曜深夜）＞                    | 蒼天の拳 ＜木曜未明（水曜深夜）＞                          | すもももももも 地上最強のヨメ ＜金曜未明（木曜深夜）＞ |                                                     |
| ≪この期間は休止≫                                 |                                                        |                                                            |                                                        |                                                     |
| 2007年7月                                        | ZOMBIE-LOAN ＜水曜未明（火曜深夜）＞                   |                                                            |                                                        |                                                     |
| ≪この期間は休止≫                                 |                                                        |                                                            |                                                        |                                                     |
| 2008年7月                                        | 魔法遣いに大切なこと 夏のソラ ＜木曜未明（水曜深夜）＞ |                                                            |                                                        |                                                     |
| ≪この期間は休止≫                                 |                                                        |                                                            |                                                        |                                                     |
| 2009年1月                                        | 黒神 The Animation ＜金曜未明（木曜深夜）＞            |                                                            |                                                        |                                                     |
| 2009年4月                                        | 黒神 The Animation ＜金曜未明（木曜深夜）＞            |                                                            |                                                        |                                                     |
| ≪この期間は休止≫                                 |                                                        |                                                            |                                                        |                                                     |
| 2009年10月                                       | 秘密結社鷹の爪 カウントダウン ＜水曜未明（火曜深夜）＞ |                                                            |                                                        |                                                     |
| ≪深夜アニメ枠中断（2010年1月から2012年9月まで）≫ |                                                        |                                                            |                                                        |                                                     |

2012年から
| 2012年10月       | 新世界より ＜水曜未明（火曜深夜）＞                 |                                                            |
| 2013年1月        | 新世界より ＜水曜未明（火曜深夜）＞                 |                                                            |
| ≪この期間は休止≫ |                                                     |                                                            |
| 2016年10月       | ユーリ!!! on ICE ＜木曜未明（水曜深夜）＞           | タイガーマスクW ＜日曜未明（土曜深夜）＞ ※10月 - 2017年7月 |
| ≪この期間は休止≫ |                                                     |                                                            |
| 2019年10月       | ユーリ!!! on ICE（再放送） ＜日曜未明（土曜深夜）＞ |                                                            |
| 2020年1月        | 虚構推理 ＜日曜未明（土曜深夜）＞                   |                                                            |

2020年4月以降の番組の変遷については、『NUMAnimation』『ANiMAZiNG!!!』、『IMAnimation』を参照のこと。

## その他
全日帯に本放送されていた『エリアの騎士』や『ワールドトリガー』のセレクション放送（傑作選）が深夜に放送されたことがある。
また2017年10月の『サンデーLIVE!!』の開始に伴い、日曜の朝に放送していた『ドラえもん』と『クレヨンしんちゃん』の各新作映画の宣伝を兼ねたセレクション放送が深夜に移行して放送されている。